# مسابقات فرمول یک فصل ۱۹۹۸
مسابقات فرمول یک فصل ۱۹۹۸ در سال ۱۹۹۸ میلادی برگزار شد. در این مسابقات میکا هاکینن (به انگلیسی: Mika Häkkinen) از تیم مک‌لارن و با خودروی مرسدس به قهرمانی رسید و در مجموع صاحب ۱۰۰ امتیاز شد.